# Верх-Нейвинский завод
Верх-Не́йвинский (Верхне-Нейвинский) чугуноплави́льный и железоде́лательный заво́д — металлургический завод на реке Нейве, в одноимённом заводском поселении Екатеринбургского уезда Пермской губернии (ныне посёлок Верх-Нейвинский Свердловской области), основанный 3 апреля 1762 года П. А. Демидовым по указу Петра III. Закрыт в 1912 году. Сейчас на базе бывшего металлургического завода работает филиал «Производство Сплавов Цветных Металлов» АО «Уралэлектромедь».

## История

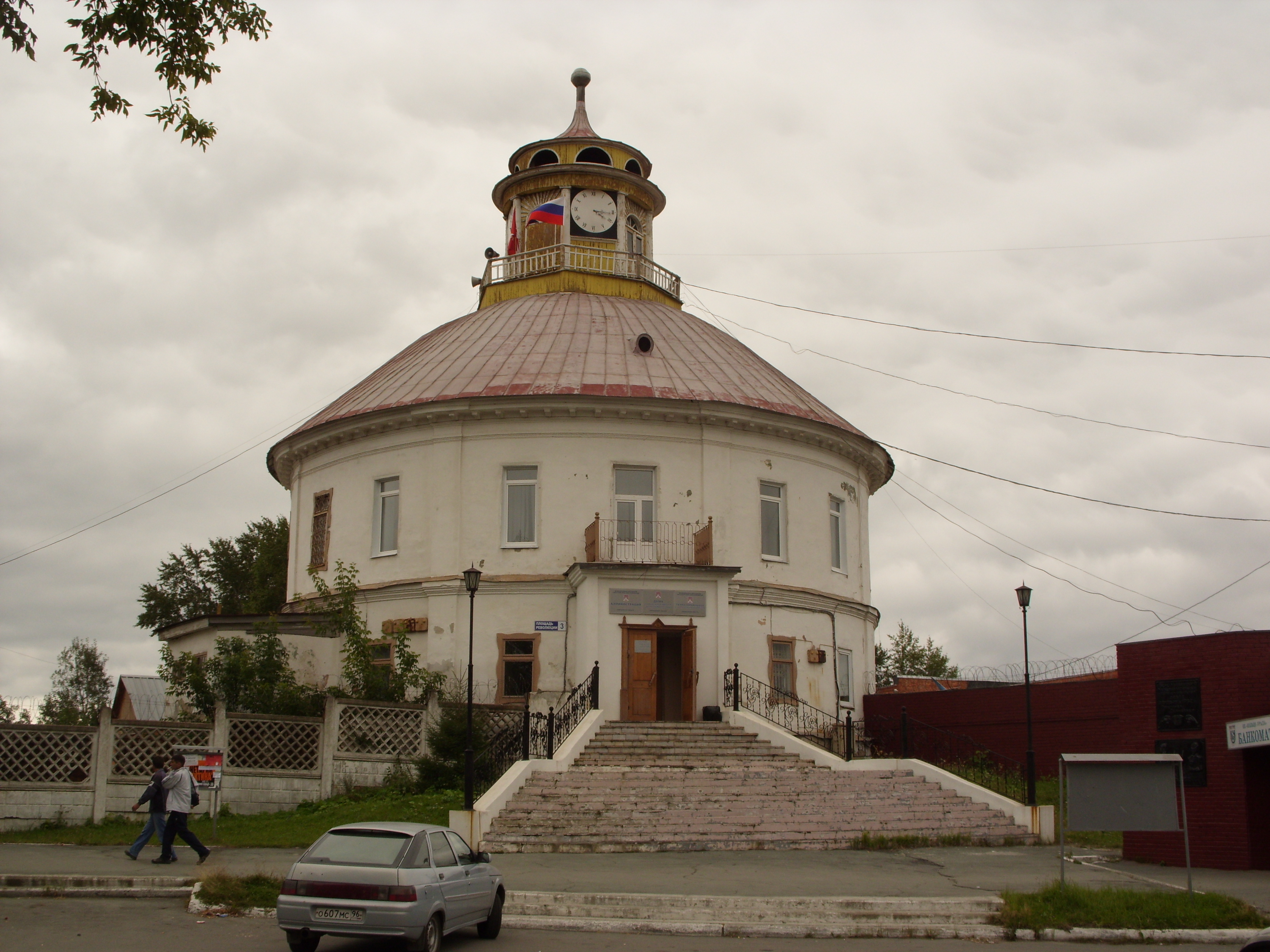
Заводоуправление. Фото 2011 г.

Завод был основан в 1762 году Прокопием Демидовым на земле, пожалованной его деду Петром I. Предположительно пущен в действие в 1767 году.
В 1769 году завод перешёл в собственность Саввы Яковлева.
В 1777 году оборудование завода состояло из 1 домны, 8 молотов, 16 горнов для ковки полосового и колотушечного железа, 1 молота и 1 стана для резки и плющения железа, 1 молота и 8 горнов для изготовления заводских кузнечных инструментов. После кончины С. Я. Яковлева в 1784 году, согласно Акту по разделу имущества, составленному 26 марта 1787 года, завод достался его второму сыну, Ивану Саввичу.
В 1815 году при заводе числилось 579 мастеровых и 670 вечно отданных мастеровых и работных людей. К концу 1850-х годов на заводе действовали: одна доменная печь, две раскатных, пять листоотделочных, воздушная стальная печь и вагранка; 2 полных кричных горна, один для изготовления стали и 23 кузнечных горна; 2 кричных полных молота, 9 листоделательных, боевые и гладильные молоты.
С конца 1860-х годов объёмы выплавки чугуна уменьшались. В 1873 году действие домны прекращено. Завод в дальнейшем сосредоточил свои силы на прокатке разных сортов готового продукта. Прокатка шла от водяной турбины Жонваля (в 60 лошадиных сил) и от паровой машины.
После 1904 года кричное железо не производилось. В 1909 году завод начал выпускать готовый продукт (преимущественно листовое железо) из литого металла — болванок Верх-Исетского завода. В 1912 году это производство было прекращено.

## Заводские сооружения
- Плотина, преграждающая реку Нейву. В начале XIX века насчитывала: в длину 415 саженей, в толщину, кроме отсыпки по верху 15, а по крыльям 6 саженей, в высоту 8 аршин; три шлюза: вешняной, два на все заводские нужды.
- Верх-Нейвинский пруд. Спрудная вода простиралась вверх по реке до озера Таватуй на 10 вёрст, за озером на 8 вёрст, в ширину от 1,5 до 2 вёрст.
- Доменная фабрика (с одной печью) при плотине. Рядом находились жилища рабочих, постройка для фурмовки.
- Кричные фабрики (две, помещались в каменных зданиях, крытых железом; 7 действовавших и 2 запасных молота при 8 горнах).
- Дощатая фабрика.
- Кузница (каменная, на 13 горнов).
- Гвоздильная и деревянная фабрика при небольшой плотине ниже основной (с 3 молотами и 3 горнами с 1 подливным колесом и голландскими мехами).

### Рудники
- Староборский (в 18-ти верстах от завода).
- Высокогорский рудник (в 75-ти верстах). Высокогорская руда была известна значительным процентом выхода чугуна высокого качества, особенно для выделки листового железа.

## Продукция
- Чугун. На заводе отливались лучшие меховые цилиндры и валки для прокатки железа, молоты, наковальни. Остальной чугун отправлялся для передела в железо на Шуралинский, Шайтанский и Сылвенский заводы.
- Полосовое (иначе шинное) железо, затем шедшее на передел в листовое.

## Вспомогательные заводы
- Нижний Верх-Нейвинский. Основан в 1803 году.
- Hейво-Рудянский. Основан в 1810 году.
- Нижний Рудянский